# Al circo Fernando
Al circo Fernando è un dipinto a olio su tela (103,2x161,3 cm) realizzato nel 1888 dal pittore Henri de Toulouse-Lautrec.
È conservato nell'Art Institute di Chicago.